# Edoardo II di Bar
Edoardo II di Bar, in francese Édouard II de Bar (1339 circa – maggio 1352), fu Conte di Bar, di Mousson, dal 1344 alla morte.

## Origine
Edoardo, secondo l'estratto della corte del Parlamento, datato 1353 della Histoire généalogique de la maison royale de Dreux (Paris), Luxembourg, Preuves de l'histoire de la maison de Bar-le Duc era il figlio maschio primogenito del Conte di Bar, di Mousson, Enrico IV e della moglie, Iolanda di Dampierre, che era, figlia di Roberto († 1331), signore di Marle e Cassel e di Giovanna di Bretagne; Yolanda era nipote di Roberto III, conte di Flandre, di Iolanda di Borgogna-Nevers, contessa di Nevers, e d'Arturo II, duca di Bretagna, et de Iolanda, contessa di Montfort.
Enrico IV di Bar, secondo l'estratto della corte del Parlamento, datato 1353 della Histoire généalogique de la maison royale de Dreux (Paris), Luxembourg, Preuves de l'histoire de la maison de Bar-le Duc era l'unico figlio maschio del Conte di Bar, di Mousson, Edoardo I e della moglie, Maria di Borgogna, che, secondo la Histoire des ducs de Bourgogne de la race capétienne, vol. VI, era la figlia femmina quartogenita del Duca di Borgogna e re titolare di Tessalonica, Roberto II e della moglie, Agnese di Francia (1260-1325), che, come ci viene confermato dalla Chronique anonyme des rois de France, era la figlia minore (ultimogenita) del re di Francia, San Luigi IX (1215 – 1270) e di Margherita di Provenza (1221 – 1295).

## Biografia
Nell'autunno del 1344, suo padre, Enrico IV, si recò ad Avignone, assieme al Duca di Normandia, l'erede al trono di Francia, Giovanni il Buono, al Duca di Borgogna, Oddone IV, per perorare tramite papa Clemente VI, una tregua col re d'Inghilterra, Edoardo III, nell'ambito della guerra dei cent'anni. Purtroppo una epidemia li costrinse a lasciare Avignone, ma Enrico IV fu colpito dalla malattia, che in poco tempo, dopo essere rientrato a Vincennes, lo portò alla morte nel dicembre del 1344. Enrico fu sepolto a Bar-le-Duc, nella chiesa di Saint-Maxe.
Edoardo, che era il figlio primogenito, di circa 6 anni, gli succedette come Edoardo II di Bar, sotto la tutela della madre, Iolanda di Dampierre, come viene confermato da una lettera del 1346.
Dopo la morte del marito, Enrico IV, sua madre, Iolanda, assunse la reggenza della contea, per conto di Edoardo II, e dovette lottare per imporsi sugli zii del marito, Pietro e Teobaldo, signori di Pierrefort, aiutata dal duca di Lorena, Rodolfo, come da lettera del 1345. Ancora nel 1349, il re di Francia, Filippo VI, la cita in una lettera del 1349, come signora di Cassel e contessa di Bar.
Secondo lo storico, Georges Poull, nel suo libro La Maison souveraine et ducale de Bar (1994) (non consultato), Yolanda, quando il figlio Edoardo raggiunse la maggior età, aveva in programma di sposarsi, in seconde nozze, con Filippo di Navarra, ma la morte del figlio la costrinse a tenere la reggenza, per conto del figlio, Roberto, e nel 1353, sposò Filippo.
Dopo che, verso il 1350, Edoardo II era stato dichiarato maggiorenne, la Duchessa reggente di Lorena, Maria di Blois, accampò delle pretese sulla contea di Bar, ma la madre, Yolanda con l'aiuto del vescovo di Metz, Aymar Adhémar de Monteil de La Garde, difesero la contea e si ebbero scontri, anche tra i nobili del ducato, sino al 1351, anno in cui si ebbe una pacificazione.
Edoardo II morì nel maggio del 1352 e gli succedette il fratello Roberto, di circa 8 anni, come viene confermato da una lettera del luglio 1352, del re di Francia, Giovanni il Buono, ancora  sotto la tutela della madre, Iolanda di Dampierre, dopo che la reggente di Lorena, Maria di Blois, aveva nuovamente accampato delle pretese sulla contea di Bar, sempre nel 1352, erano giunte ad un accordo che prevedeva la nomina di 4 giudici incaricati di dirimere eventuali questioni tra i due stati.

## Matrimonio e discendenza
Edoardo morì talmente giovane che non arrivò al matrimonio e non si conosce alcuna discendenza.

## Ascendenza
|                                    |                               |                              | Genitori                            |  |  | Nonni |  |  | Bisnonni                 |  |  | Trisnonni                |  |
|                                    |                               |                              |                                     |  |  |       |  |  | Enrico III, conte di Bar |  |  | Tebaldo II, conte di Bar |  |
|                                    |                               |                              |                                     |  |  |       |  |  | Enrico III, conte di Bar |  |  | Tebaldo II, conte di Bar |  |
|                                    |                               | Giovanna, signora di Toucy   |                                     |  |  |       |  |  | Enrico III, conte di Bar |  |  |                          |  |
| Edoardo I, conte di Bar            |                               |                              |                                     |  |  |       |  |  | Enrico III, conte di Bar |  |  |                          |  |
|                                    |                               | Eleonora d'Inghilterra       | Edoardo I, re d'Inghilterra         |  |  |       |  |  |                          |  |  |                          |  |
|                                    |                               | Eleonora d'Inghilterra       | Edoardo I, re d'Inghilterra         |  |  |       |  |  |                          |  |  |                          |  |
|                                    |                               | Eleonora d'Inghilterra       | Eleonora di Castiglia               |  |  |       |  |  |                          |  |  |                          |  |
| Enrico IV, conte di Bar            |                               | Eleonora d'Inghilterra       |                                     |  |  |       |  |  |                          |  |  |                          |  |
|                                    |                               | Roberto II, duca di Borgogna | Ugo IV, duca di Borgogna            |  |  |       |  |  |                          |  |  |                          |  |
|                                    |                               | Roberto II, duca di Borgogna | Ugo IV, duca di Borgogna            |  |  |       |  |  |                          |  |  |                          |  |
|                                    |                               | Roberto II, duca di Borgogna | Yolanda di Dreux                    |  |  |       |  |  |                          |  |  |                          |  |
| Maria di Borgogna                  |                               | Roberto II, duca di Borgogna |                                     |  |  |       |  |  |                          |  |  |                          |  |
|                                    |                               | Agnese di Francia            | Luigi IX, re di Francia             |  |  |       |  |  |                          |  |  |                          |  |
|                                    |                               | Agnese di Francia            | Luigi IX, re di Francia             |  |  |       |  |  |                          |  |  |                          |  |
|                                    |                               | Agnese di Francia            | Margherita di Provenza              |  |  |       |  |  |                          |  |  |                          |  |
| Edoardo II, conte di Bar           |                               | Agnese di Francia            |                                     |  |  |       |  |  |                          |  |  |                          |  |
|                                    | Roberto III, conte di Fiandra | Guido, conte di Fiandra      |                                     |  |  |       |  |  |                          |  |  |                          |  |
|                                    | Roberto III, conte di Fiandra | Guido, conte di Fiandra      |                                     |  |  |       |  |  |                          |  |  |                          |  |
|                                    | Roberto III, conte di Fiandra | Matilde, signora di Béthune  |                                     |  |  |       |  |  |                          |  |  |                          |  |
| Roberto, signore di Marle e Cassel | Roberto III, conte di Fiandra |                              |                                     |  |  |       |  |  |                          |  |  |                          |  |
|                                    |                               | Iolanda di Borgogna-Nevers   | Oddone di Borgogna, conte di Nevers |  |  |       |  |  |                          |  |  |                          |  |
|                                    |                               | Iolanda di Borgogna-Nevers   | Oddone di Borgogna, conte di Nevers |  |  |       |  |  |                          |  |  |                          |  |
|                                    |                               | Iolanda di Borgogna-Nevers   | Matilde II, signora di Borbone      |  |  |       |  |  |                          |  |  |                          |  |
| Iolanda di Dampierre               |                               | Iolanda di Borgogna-Nevers   |                                     |  |  |       |  |  |                          |  |  |                          |  |
|                                    |                               | Arturo II, duca di Bretagna  | Giovanni II, duca di Bretagna       |  |  |       |  |  |                          |  |  |                          |  |
|                                    |                               | Arturo II, duca di Bretagna  | Giovanni II, duca di Bretagna       |  |  |       |  |  |                          |  |  |                          |  |
|                                    |                               | Arturo II, duca di Bretagna  | Beatrice d'Inghilterra              |  |  |       |  |  |                          |  |  |                          |  |
| Giovanna di Bretagna               |                               | Arturo II, duca di Bretagna  |                                     |  |  |       |  |  |                          |  |  |                          |  |
|                                    |                               | Iolanda di Dreux             | Roberto IV, conte di Dreux          |  |  |       |  |  |                          |  |  |                          |  |
|                                    |                               | Iolanda di Dreux             | Roberto IV, conte di Dreux          |  |  |       |  |  |                          |  |  |                          |  |
|                                    |                               | Iolanda di Dreux             | Beatrice di Montfort                |  |  |       |  |  |                          |  |  |                          |  |
|                                    |                               | Iolanda di Dreux             |                                     |  |  |       |  |  |                          |  |  |                          |  |

### Fonti primarie
- (LA, FR)  Recueil des historiens des Gaules et de la France. Tome 21.
- (LA, FR)  HISTOIRE ECCLESIASTIQUE ET CIVILE DE LORRAINE, Volume 2.

### Letteratura storiografica
- (FR)  Georges Poull, La Maison souveraine et ducale de Bar, 1994.
- (FR)  Histoire généalogique de la maison royale de Dreux (Paris), Luxembourg.
- (FR)  Histoire des ducs de Bourgogne de la race capétienne, tome VI.